# أسامة بن زيد الليثي
أسامة بن زيدٍ أبو زيدٍ الليثي محدث من تابعي التابعين. توفي سنة ثلاثٍ وخمسين ومائةٍ.

## روايته للحديث النبوي
- حدث عن: سعيد بن المسيب، ومحمد بن كعبٍ القرظي، ونافع مولى ابن عمر، وعمرو بن شعيبٍ، وسعيدٍ المقبري، وجماعةٍ.[1]
- روى عنه: حاتم بن إسماعيل، وعبد الله بن وهب، وأبو ضمرة أنس بن عياض، وعبيد الله بن موسى، وأبو نعيمٍ، وآخرون.[1]
- الجرح والتعديل: قال يحيى بن معينٍ: ليس به بأسٌ. وقال النسائي: ليس بالقوي. وقال أحمد بن حنبلٍ: ضعيفٌ، تركه يحيى بن سعيد بآخره. وقال أبو حاتمٍ بن حبان البستي: يخطئ. وقال أبو جعفرٍ الطحاوي: ثقةٌ.[2]